# هجرة عشق
هجرة عشق، هي قرية من فئة (ب) تقع في محافظة الرين، والتابعة لمنطقة الرياض في السعودية. وتبعد هجرة عشق عن محافظة الرين بمسافة تقارب () كم.